# 山根村 (福島県)
山根村（やまねむら）は福島県田村郡にかつて存在した村である。

## 地理
現在の田村市の中部、旧常葉町の東部に位置する。
村域は阿武隈高地に位置し、山がちな地形である。

## 歴史

### 村域の変遷
- 1889年（明治22年）4月1日 - 町村制施行により、関本村・小檜山村・堀田村・早稲川村・山根村が合併し田村郡山根村が発足。
- 1955年（昭和30年）2月1日 - 常葉町と合併し常葉町が発足。山根村は消滅。

変遷表
| 1868年 以前 | 1868年 以前   | 明治22年 4月1日 | 昭和30年 2月1日 | 昭和31年 | 平成17年 3月1日 | 現在   |
| ----------- | ------------- | --------------- | --------------- | -------- | --------------- | ------ |
|             | 関本村        | 山根村          | 常葉町          | 常葉町   | 田村市          | 田村市 |
|             | 小檜山村      | 山根村          | 常葉町          | 常葉町   | 田村市          | 田村市 |
|             | 堀田村        | 山根村          | 常葉町          | 常葉町   | 田村市          | 田村市 |
|             | 山根村        | 山根村          | 常葉町          | 常葉町   | 田村市          | 田村市 |
|             | 早稲川村      | 山根村          | 常葉町          | 常葉町   | 田村市          | 田村市 |
|             | 大越町 に編入 | 山根村          | 常葉町          |          | 田村市          | 田村市 |

## 大字
- 関本（せきもと）
- 小檜山（こびやま）
- 堀田（ほった）
- 早稲川（わせがわ）
- 山根（やまね）

## 人口・世帯

### 人口
総数 [単位： 人]
| 1889年（明治22年） | 1,442 |
| 1920年（大正 9年） | 2,707 |
| 1947年（昭和22年） | 3,164 |

### 世帯
総数 [単位： 世帯]
| 1920年（大正 9年） | 536 |
| 1947年（昭和22年） | 512 |